# Tinodes polifurculatus
Tinodes polifurculatus är en nattsländeart som beskrevs av Lazar Botosaneanu 1956. Tinodes polifurculatus ingår i släktet Tinodes och familjen tunnelnattsländor. Inga underarter finns listade i Catalogue of Life.